# Antonín Rýgr
Antonín Rýgr, né le 15 août 1921 à Kladno et mort le 28 mars 1989, est un footballeur international tchécoslovaque. Il évolue au poste d'attaquant du début des années 1940 au milieu des années 1950 puis se reconvertit en entraîneur du milieu des années 1950 à la fin des années 1970.

## Biographie
Antonín Rýgr fait ses débuts professionnels en 1941 avec le SK Kladno. Il quitte ensuite le club pour intégrer le Sparta Prague avant de mettre un terme à sa carrière en 1954. En 1948, il est sélectionné deux fois en équipe nationale.
En 1954, Antonín Rýgr fait ses débuts en tant qu'entraîneur sur le banc de la sélection tchécoslovaque. Il y reste jusqu'en 1957. Il entraîne ensuite plusieurs clubs tchécoslovaques tels que le SK Slavia Prague, le FK Teplice et le Sparta Prague. Il dirige les joueurs tchécoslovaques l'espace de 26 matchs.

## Palmarès
- Championnat de Tchécoslovaquie : 
  - Champion en 1952 et 1954 avec le Sparta Prague
  - Vice-champion en 1951 avec le Sparta Prague

- Coupe de Tchécoslovaquie :
  - Finaliste en 1960 et 1963 avec le SK Slavia Prague et en 1977 avec le FK Teplice